# Карл-Едуард фон Наперський
Ка́рл-Едуа́рд фон Напе́рський (нім. Karl Eduard von Napiersky; 21 травня 1793 — 2 вересня 1864) — російський історик, лютеранський пастор, спеціаліст з історії Лівонії. Засновник російського дворянського роду Наперських. Народився у Ризі, Росія. Випускник Дерптського університету (1810—1812). Працював пастором (1814—1829), директором училищ Ліфляндської губернії (1829—1849), цензором (1851). Віднайшов і опублікував багато архівних документів з історії Лівонії і Східної Європи. Член Курляндського товариства літератури і мистецтва (1823). Почесний доктор Кенігсберзького університету (1832). Член-кореспондент Російської академії наук (1843). Статський радник (1852). Голова Товариства історії і старожитностей Остзейських провінцій Росії (1854—1860). За заслуги на державній службі отримав російські дворянські права від царя Олександра II (1859). Батько історика Леонгарда Наперського й метеоролога Августа-Вільгельма Наперського. Головний редактор 5-томника «Monumenta Livoniae antiquae», упорядник збірки «Русько-лівонські акти». Співавтор 4-томного лівонського біографічного словника. Кавалер Ордену святого Станіслава 2-го класу (1857). Помер у Ризі.

## Ім'я
- Ка́рл-Едуа́рд фон Напе́рський (нім. Karl Eduard von Napiersky) — німецьке ім'я після нобілітації.
- Ка́рл-Едуа́рд Напе́рський (нім. Karl Eduard Napiersky; стара ортографія: Carl Eduard Napiersky) — німецьке ім'я до 1859 року.
- Ка́рл-Едуа́рд Я́кович Напіє́рський (рос. Карл-Эдуард Яковлевич Напиерский) — у російських джерелах.
- Едуа́рд Я́кович Нап'є́рський (рос. Эдуард Яковлевич Напьерский) — у російських джерелах[2].

## Біографія
Наперський народився 21 травня 1793 року в Ризі, Російська імперія, в родині дуболома Якова (Якоба) Наперського і Йоганни-Гелени Ельфельд.
У 1810—1812 роках вивчав теологію Дерптському університеті.
У 1814—1829 роках служив лютеранським пастором в Ной-Пебальге.
1823 року став членом Курляндського товариства літератури і мистецтва. Опублікував першу історичну розвідку про лівонських хроністів.
Вивчав історію самотужки. Віднайшов і опублікував багато архівних документів з історії Лівонії, Польщі, Литви і Росії. 16 грудня 1843 року став членом-кореспондентом Російської академії наук по відділу історичних наук і мовознавство (розряд історії і старожитностей російських).
1829 року переведений до Риги, де став директором училищ Ліфляндської губернії. Займав цю посаду до 1849 року.
У Ризі Наперський зайнявся вивченням міських архівів, результатом чого стало видання в 1833—1835 роках 2-томного Індексу історико-дипломатичних документів Ліфляндії, Естляндії і Курляндії за 1198—1631 роки.
1851 року увійшов до Ризького цензурного комітету.
У 1854—1860 роках очолював Товариство історії і старожитностей Остзейських провінцій Росії.
31 липня 1859 року нобілітований наказом царя Олександра ІІ.
Помер 2 вересня 1864 року в Ризі.

## Сім'я
- Батько: Яків Наперський (?—?)
- Матір: Йоганна-Гелена Ельфельд (?—?)
- Дружина: Луїза Гіргензон
- Діти:
  - Якоб-Готтліб-Леонгард (1819—1890), історик права[6].
  -  Август-Вільгельм (1823—1885), метеоролог[6].

## Праці
- Napiersky, K. Fortgesetzte Abhandlung von livländischen Geschichtschreibern. Mitau, 1823
- Allgemeines Schriftsteller- und Gelehrten-Lexikon der Provinzen Livland, Esthland und Kurland: in 4 Bd. Mitau, 1827—1832.
- Napiersky, K. Der Feldzug in den Niederlanden. Leipzig, 1830.
- Napiersky, K. Chronologischer Conspect der Lettischen Litteratur von 1587 bis 1830. Mitau, 1831.
- Napiersky, C. De diplomate, quo Albertus, episcopus Livoniae, declaratur princeps. Riga, 1832.
- Napiersky, C.  Index corporis historico-diplomatici Livoniae, Esthoniae et Curoniae: in 2 T. Riga-Dorpat, 1833—1835.
  - Повна назва: Index corporis historico-diplomatici Livoniae, Esthoniae, Curoniae oder kurzer Auszug aus derjenigen Urkunden-Sammlung, welche für die Geschichte und das alte Staatsrecht, Liv-, Esth- und Kur-Land's mit Unterstützung Sr. Maj. des hochseligen Kaisers Alexanders I von Russland, und auf Verwilligung Sr. Maj. des Königs Fr. Wilh. III von Preussen, aus dem geheimen ehemaligen Deutsch-Ordens-Archive zu Königsberg von den Ritterschaften Liv-, Esth- und Kur-Lands zusammengebracht worden ist, und wie solche mit einigen Stücken aus inländischen Archiven vermehrt, bey Einer Edl. Ritterschaft des Herzogthums Livland aufbewahrt wird / auf Veranstaltung und Kosten der verbundenen Ritterschaften Liv-, Esth- und Kur-Lands herausgegeben (von Carl Eduard Napiersky). Riga u. Dorpat: in Commission Frantzen'schen Buchhandlung, 1833—1835.
  - 1833, Theil I. (документи 1198—1449 років)
  - 1835, Theil II. (документи 1450—1631 років)
- Monumenta Livoniae antiquae. Sammlung von Chroniken, Berichten, Urkunden und anderen schriftlichen Denkmalen und Aufsätzen, welche zur Erläuterung der Geschichte Liv-, Ehst- und Kurlands dienen: in 5 v. Riga-Dorpat-Leipzig, 1835 — 1847.
- Nachtrag. Monumentae Livoniae Antiquae. Riga-Leipzig, 1839.
- Napiersky, K. Beiträge zur Geschichte der Kirchen und Prediger in Livland. Riga-Mitau, 1843–1852
- * Napiersky, K. Livländische Kirchen- und Prediger-Matrikel. Riga, 1843.
- Napiersky, C.  Animadversiones nonnullae ad Silvam documentorum. Scriptores Rerum livonicarum. 1848
- Napiersky, K. Lebensnachrichten von den livländischen Predigern, mit litterärischen Nachweisen. Mitau, 1850—1851.
  - Teil I: A–G, Mitau, 1850.
  - Teil II: G–P, Mitau, 1851.
- Livoniae commentarius, Gregorio XIII. P.M. ab Antonio Possevino, S.J., scriptus / ed. C. Napiersky. Riga, 1852.
- Русско-ливонские акты, собранные К. Е. Напьерским = Russisch-Livlandische Urkunden, gesammelt von K. E. Napiersky. Санкт-Петербург, 1868.